# Kong Dan
 For alternative betydninger, se Dan. (Se også artikler, som begynder med Dan)
Kong Dan er en af de danske sagnkonger. Han betragtes traditionelt som Danmarks første konge og som den, der gav navn til landet. Kong Dan anses dog for en mytologisk snarere end en historisk skikkelse.
Kong Dan omtales bl.a. i Lejrekrøniken, Ynglingesaga og Saxo Grammaticus' Gesta Danorum. Sidstnævnte omtaler desuden to andre konger ved navn Dan; se Dan 2. og Dan 3.
Fordi kong Dan tilhører en periode af Danmarks historie, som det er særdeles vanskeligt at udtale sig om med historisk nøjagtighed, er det ikke muligt helt at adskille de forskellige sagnkongeskikkelser fra hinanden. Kong Dan er muligvis identisk med Halvdan den Gamle.[kilde mangler]
Saxo fortæller at han var Humbles søn og hans broder var Angel, der gav navn til anglerne og derved England. Kong Dans sønner, skriver Saxo videre, var Humble og Loter, mens hans sønnesøn var Kong Skjold, der var søn af Loter. 
I N.F.S. Grundtvigs oversættelse af Saxo hedder det i et kort afsnit:
| „ | ... men fra Dan nedstammer, efter Forfædrenes Vidnesbyrd, vort gamle Kongehuus, saa Konge-Blodet er fra ham, som et Kildespring, rundet giennem Slægten lige fra den Dag i Dag. Han fik sit Giftermaal ude fra Tydskland, og avlede med Grythe, sin høibaarne Fyrstinde, to Sønner: Humble og Lotter. | “ |
Kong Dan ligger ifølge myten begravet i Ø Bakker i fuld udrustning.